# Greatest Hits (álbum de Ramones)
Greatest Hits es un álbum recopilatorio de Ramones editado en 2006 por Rhino.

## Lista de canciones
Todas las canciones compuestas por Joey Ramone, Johnny Ramone, Dee Dee Ramone, Tommy Ramone excepto donde lo indica.
1. "Blitzkrieg Bop" (Tommy Ramone) – 2:14
2. "Beat on the Brat" (Joey Ramone) – 2:31
3. "Judy Is a Punk" (Joey Ramone, Dee Dee Ramone) – 1:32
4. "I Wanna Be Your Boyfriend" (Tommy Ramone) – 2:24
5. "Sheena Is a Punk Rocker" (ABC Single Version) (Joey Ramone) – 2:49
6. "Pinhead" (Dee Dee Ramone) – 2:42
7. "Commando" – 1:51
8. "Rockaway Beach" (Dee Dee Ramone) – 2:06
9. "We're a Happy Family" – 2:40
10. "Cretin Hop" – 1:55
11. "Teenage Lobotomy"  – 2:10
12. "I Wanna Be Sedated" (Joey Ramone) – 2:29
13. "I Just Want to Have Something to Do" (Joey Ramone) – 2:42
14. "Rock 'n' Roll High School (Remix)" (Joey Ramone) – 2:20
15. "Baby, I Love You" (Phil Spector, Jeff Barry, Ellie Greenwich) – 3:47
16. "Do You Remember Rock 'n' Roll Radio?" (Joey Ramone) – 3:50
17. "The KKK Took My Baby Away" (Joey Ramone) – 2:32
18. "Outsider" (Dee Dee Ramone) – 2:10
19. "Pet Sematary" (single version) (Dee Dee Ramone, Daniel Rey) – 3:30
20. "Wart Hog" (Dee Dee Ramone, Johnny Ramone) – 1:54
21. "Singer Sunshine"-7:00

Las pistas de esta recopilación están tomadas de los siguientes álbumes de los Ramones:
- 1, 2, 3, 4 - Ramones (1976)
- 5, 8, 9, 10, 11 - Rocket to Russia (1977)
- 6, 7 - Leave Home (1977)
- 12, 13 - Road to Ruin (1978)
- 14 - Rock 'n' Roll High School (Music From The Original Motion Picture Soundtrack) (1979)
- 15, 16 - End of the Century (1980)
- 17 - Pleasant Dreams (1981)
- 18 - Subterranean Jungle (1983)
- 19 - Brain Drain (1989)
- 20 - Too Tough to Die (1984)